# Hamititan
Hamititan („titán z lokality Hami“) byl rod sauropodního dinosaura z kladu Titanosauria (a patrně i Lithostrotia), žijícího v období rané křídy (geologický stupeň apt, asi před 120 miliony let) na území dnešní Číny (provincie Sin-ťiang, geologické souvrství Šeng-ťin-kchou).

## Objev
Objeveno bylo celkem sedm artikulovaných (dosud přirozeně pospojovaných) fosilních ocasních obratlů (exemplář HM V22, objevený v roce 2013) které dokládají, že se jednalo o titanosauriformního sauropoda z kladu Lithostrotia. Druh Hamititan xinjiangensis byl formálně popsán v roce 2021. Na stejné lokalitě byly objeveny také početné a velmi dobře zachované exempláře ptakoještěra druhu Hamipterus tianshanensis (včetně jeho fosilních vajec a embryí) a dále pak fosilie titanosaura druhu Silutitan sinensis. Dalšími známými fosiliemi ze stejné lokality pak jsou zub neznámého druhu teropodního dinosaura a části kostry neznámého druhu sauropoda.